# 1990年の日本競馬
1990年の日本競馬（1990ねんのにほんけいば）では、1990年（平成2年）の日本競馬界についてまとめる。
1989年の日本競馬 - 1990年の日本競馬 - 1991年の日本競馬

## 概要

### 頂点を極める競馬ブーム
バブル景気に湧く日本に、オグリキャップをはじめとする人気馬、武豊をはじめとする若手人気騎手の活躍もあって競馬人気も大きく向上した。
中央競馬は入場者数を増やし、この年の東京優駿が行われた5月27日の東京競馬場の入場者数は2020年現在、歴代最多の196,517名を記録した。
勝馬アイネスフウジンの騎手中野栄治には「ナカノ！ ナカノ！」と「ナカノコール」が沸き起こった。
競馬場でGIレースの勝利騎手、勝利馬にコールが起きるのは、このとき以来とされている。
競馬ブームを牽引したオグリキャップの引退レースとなった第35回有馬記念が行われた12月23日の中山競馬場も177,779名の中山競馬場の最多記録。これも2020年現在も破られていない。
この際にも勝ったオグリキャップ・武豊に「オグリコール」「ユタカコール」が送られた。

### 平成三強対決の行方
前年1989年の古馬中長距離戦線の話題を独占したオグリキャップ・スーパークリーク・イナリワンの「平成三強」対決は1990年の中央競馬も盛り上げた。
オグリキャップ不在の天皇賞・春ではスーパークリークが1番人気に応えてイナリワンを抑えて天皇賞秋→春連覇を達成。
武豊騎手は前年のイナリワンに続いて天皇賞・春連覇、さらには春→秋→春の天皇賞3連覇を達成した。
オグリキャップは武豊との新コンビで休養明け初戦の安田記念を1分32秒4の日本レコードで圧勝。
続く宝塚記念では三強対決が期待されたが、スーパークリークが筋肉痛で回避し不在。
オサイチジョージが勝ち、オグリキャップは2着、イナリワンは4着に敗れた。
イナリワンはこのレースを最後に脚部不安を発症してそのまま引退。スーパークリークは秋初戦の京都大賞典で勝利を収めたが直後に故障（左前脚の繋靭帯炎）が判明し、そのまま復帰することなく引退した。
秋に復帰したオグリキャップは天皇賞・秋6着、ジャパンカップ11着と精彩を欠いたが、引退レースと決めて出走した有馬記念で武豊を背に見事に勝利を収めた。

### 芝1200mのGI新設
前年までGIIとして春に開催されていたスプリンターズステークスをGIに昇格し、有馬記念の1週前の12月開催となった。
GI昇格第1回のレースでは1番人気に支持されたバンブーメモリーが優勝し、JRA賞最優秀スプリンターにも2年連続で選出された。

## できごと

### 1月 - 3月
- 1月27日 - ダイヤモンドステークスで7歳のスルーオダイナが連覇を達成。騎手岡部幸雄は同競走4連覇を達成。
- 3月21日 - 中央競馬の栗東トレーニングセンターにある坂路コースに設置されているバーコード式の自動計測時計を、参考タイムとして報道関係への公表を開始する[1]。
- 3月31日 - 日本ウマ科学会が発足する[1]。

### 4月 - 6月
- 4月21日 - ウインズ後楽園の一部でマークカードによる馬券発売を試験導入[1]。
- 6月1日 - 日本中央競馬会の理事長に渡邊五郎が就任[1]。
- 6月9日 - これまでダートコースのみだった札幌競馬場に芝コースが新設される。洋芝による芝コースは日本で初めてのものであった。これにより札幌記念も芝2000mに変更[1]。
- 6月16日 - 中央競馬で新型の発馬機「JSS90型」が使用開始される[1]。

### 7月 - 9月
- 8月7日 - 帯広競馬第9競走で、金山明彦がばんえい競馬史上初となる通算2000勝を達成[2]。
- 8月25日 - 北海道浦河町で、第1回全国市町村ホースサミットが開催される[2]。

### 10月 - 12月
- 10月6日 - 中央競馬において、失格が起きた際にパトロールフィルムを公開する措置を開始される。この措置の初の運用は、10月14日の3回京都競馬2日第12競走で行われた[2]。
- 11月3日 - この日の中京競馬で、安田隆行が1日6勝のJRA新記録を樹立。
- 11月13日 - 農林水産省畜産局長の私的研究機関として、競馬制度の全般的な研究を目的とする「競馬に関する研究会」が発足する[2]。
- 11月24日 - アメリカ合衆国の女性騎手ジュリー・クローンが、同日開催のインターナショナルジョッキーズでサイバーフィールドに騎乗して勝利。中央競馬としては史上初の女性騎手の騎乗、および勝利となった[2]。
- 11月25日 - ジャパンカップでオーストラリアから参戦の騸馬ベタールースンアップが優勝。去勢馬のJRAG1競走優勝は史上初。
- 12月9日 - 朝日杯3歳ステークスでリンドシェーバーが1分34秒0の3歳日本レコードで優勝。マルゼンスキーの持っていた1分34秒4の3歳レコードを14年ぶりに更新した。また、同日行われた阪神3歳ステークス[注 3]でもイブキマイカグラが3歳レコードで優勝した。
- 12月18日 - 日本中央競馬会より韓国馬事会へ、ラッキールーラなど4頭が寄贈される[2]。
- 12月23日 - この年の中央競馬最後の競走となった京都競馬場第12競走（4歳上900万下、芝2400m）でエリモパサーが勝利。同馬は、同年関西最初のレースとなる1月5日の京都競馬場第1競走（4歳未勝利戦、ダート1800m）でも勝利を収めていた。騎手はいずれも猿橋重利。

### その他
- 地方競馬での活躍をたたえる為に、地方競馬全国協会（NAR）が年間表彰制度としてNARグランプリを新設した。
- 南関東・川崎所属の騎手が暴力団に騎乗馬などの情報を流し、謝礼を受け取っていたとして収賄容疑で逮捕。

## 競走成績

### 中央競馬

#### 平地GI
| 競走名                         | 競走名                         | 競走名                         | 優勝馬               | 性齢 | 騎手                 | 調教師               | 所属    |
| 月日                           | 競馬場                         | コース・距離                   | 優勝馬               | 性齢 | 馬主                 | 馬主                 | タイム  |
| ------------------------------ | ------------------------------ | ------------------------------ | -------------------- | ---- | -------------------- | -------------------- | ------- |
| 第50回桜花賞                   | 第50回桜花賞                   | 第50回桜花賞                   | アグネスフローラ     | 牝4  | 河内洋               | 長浜博之             | JRA栗東 |
| 4月8日                         | 阪神競馬場                     | 芝1600m                        | アグネスフローラ     | 牝4  | 渡辺孝男             | 渡辺孝男             | 1:37.1  |
| 第50回皐月賞                   | 第50回皐月賞                   | 第50回皐月賞                   | ハクタイセイ         | 牡4  | 南井克巳             | 布施正               | JRA栗東 |
| 4月15日                        | 中山競馬場                     | 芝2000m                        | ハクタイセイ         | 牡4  | 渡辺重夫             | 渡辺重夫             | 2:02.2  |
| 第101回天皇賞（春）            | 第101回天皇賞（春）            | 第101回天皇賞（春）            | スーパークリーク     | 牡6  | 武豊                 | 伊藤修司             | JRA栗東 |
| 4月29日                        | 京都競馬場                     | 芝3200m                        | スーパークリーク     | 牡6  | 木倉誠               | 木倉誠               | 3:21.9  |
| 第40回安田記念                 | 第40回安田記念                 | 第40回安田記念                 | オグリキャップ       | 牡6  | 武豊                 | 瀬戸口勉             | JRA栗東 |
| 5月13日                        | 東京競馬場                     | 芝1600m                        | オグリキャップ       | 牡6  | 近藤俊典             | 近藤俊典             | R1:32.4 |
| 第51回優駿牝馬（オークス）     | 第51回優駿牝馬（オークス）     | 第51回優駿牝馬（オークス）     | エイシンサニー       | 牝4  | 岸滋彦               | 坂口正則             | JRA栗東 |
| 5月20日                        | 東京競馬場                     | 芝2400m                        | エイシンサニー       | 牝4  | 平井豊光             | 平井豊光             | 2:26.1  |
| 第57回東京優駿（日本ダービー） | 第57回東京優駿（日本ダービー） | 第57回東京優駿（日本ダービー） | アイネスフウジン     | 牡4  | 中野栄治             | 加藤修甫             | JRA美浦 |
| 5月27日                        | 東京競馬場                     | 芝2400m                        | アイネスフウジン     | 牡4  | 小林正明             | 小林正明             | 2:25.3  |
| 第31回宝塚記念                 | 第31回宝塚記念                 | 第31回宝塚記念                 | オサイチジョージ     | 牡5  | 丸山勝秀             | 土門一美             | JRA栗東 |
| 6月10日                        | 阪神競馬場                     | 芝2200m                        | オサイチジョージ     | 牡5  | 野出長一             | 野出長一             | 2:14.0  |
| 第102回天皇賞（秋）            | 第102回天皇賞（秋）            | 第102回天皇賞（秋）            | ヤエノムテキ         | 牡6  | 岡部幸雄             | 荻野光男             | JRA栗東 |
| 10月28日                       | 東京競馬場                     | 芝2000m                        | ヤエノムテキ         | 牡6  | （有）富士           | （有）富士           | R1:58.2 |
| 第51回菊花賞                   | 第51回菊花賞                   | 第51回菊花賞                   | メジロマックイーン   | 牡4  | 内田浩一             | 池江泰郎             | JRA栗東 |
| 11月4日                        | 京都競馬場                     | 芝3000m                        | メジロマックイーン   | 牡4  | メジロ商事（株）     | メジロ商事（株）     | 3:06.2  |
| 第15回エリザベス女王杯         | 第15回エリザベス女王杯         | 第15回エリザベス女王杯         | キョウエイタップ     | 牝4  | 横山典弘             | 稗田研二             | JRA美浦 |
| 11月11日                       | 京都競馬場                     | 芝2400m                        | キョウエイタップ     | 牝4  | 松岡正雄             | 松岡正雄             | 2:25.5  |
| 第7回マイルチャンピオンシップ  | 第7回マイルチャンピオンシップ  | 第7回マイルチャンピオンシップ  | パッシングショット   | 牝6  | 楠孝志               | 橋田満               | JRA栗東 |
| 11月18日                       | 京都競馬場                     | 芝1600m                        | パッシングショット   | 牝6  | 森本忠治             | 森本忠治             | 1:33.6  |
| 第10回ジャパンカップ           | 第10回ジャパンカップ           | 第10回ジャパンカップ           | ベタールースンアップ | 騸6  | M.クラーク           | D.ヘイズ             | 豪州    |
| 11月25日                       | 東京競馬場                     | 芝2400m                        | ベタールースンアップ | 騸6  | G.ファラー           | G.ファラー           | 2:23.2  |
| 第42回朝日杯3歳ステークス      | 第42回朝日杯3歳ステークス      | 第42回朝日杯3歳ステークス      | リンドシェーバー     | 牡3  | 的場均               | 元石孝昭             | JRA美浦 |
| 12月9日                        | 中山競馬場                     | 芝1600m                        | リンドシェーバー     | 牡3  | （株）デルマークラブ | （株）デルマークラブ | R1:34.0 |
| 第42回阪神3歳ステークス        | 第42回阪神3歳ステークス        | 第42回阪神3歳ステークス        | イブキマイカグラ     | 牡3  | 南井克巳             | 中尾正               | JRA栗東 |
| 12月9日                        | 京都競馬場                     | 芝1600m                        | イブキマイカグラ     | 牡3  | （株）伊吹           | （株）伊吹           | R1:34.4 |
| 第24回スプリンターズステークス | 第24回スプリンターズステークス | 第24回スプリンターズステークス | バンブーメモリー     | 牡6  | 武豊                 | 武邦彦               | JRA栗東 |
| 12月16日                       | 中山競馬場                     | 芝1200m                        | バンブーメモリー     | 牡6  | 竹田辰一             | 竹田辰一             | R1:07.8 |
| 第35回有馬記念                 | 第35回有馬記念                 | 第35回有馬記念                 | オグリキャップ       | 牡6  | 武豊                 | 瀬戸口勉             | JRA栗東 |
| 12月23日                       | 中山競馬場                     | 芝2500m                        | オグリキャップ       | 牡6  | 近藤俊典             | 近藤俊典             | 2:34.2  |

#### 障害
| 競走名                  | 競走名                  | 競走名                  | 優勝馬         | 性齢 | 騎手       | 調教師     | 所属    |
| 月日                    | 競馬場                  | コース・距離            | 優勝馬         | 性齢 | 馬主       | 馬主       | タイム  |
| ----------------------- | ----------------------- | ----------------------- | -------------- | ---- | ---------- | ---------- | ------- |
| 第104回中山大障害（春） | 第104回中山大障害（春） | 第104回中山大障害（春） | パンフレット   | 牡6  | 嘉堂信雄   | 田中良平   | JRA栗東 |
| 4月7日                  | 中山競馬場              | 4100m                   | パンフレット   | 牡6  | 小田切有一 | 小田切有一 | 4:39.5  |
| 第105回中山大障害（秋） | 第105回中山大障害（秋） | 第105回中山大障害（秋） | ワカタイショウ | 牡6  | 星野忍     | 嶋田功     | JRA美浦 |
| 12月22日                | 中山競馬場              | 4100m                   | ワカタイショウ | 牡6  | 渡辺喜八郎 | 渡辺喜八郎 | 4:38.9  |

### 地方競馬主要競走
- 第13回帝王賞（大井競馬場・4月11日）優勝：オサイチブレベスト（騎手：丸山勝秀）
- 第29回楠賞全日本アラブ優駿（園田競馬場・5月16日）優勝：ムサシボウホマレ（騎手：石井幸男）
- 第36回東京ダービー（大井競馬場・6月7日）優勝：アウトランセイコー（騎手：高橋三郎）
- 第2回ブリーダーズゴールドカップ（札幌競馬場・9月24日）優勝：プレジデントシチー（騎手：村本善之）
- 第10回全日本アラブクイーンカップ（園田競馬場・10月10日）優勝：ホマレギヤル（騎手：高橋三郎）
- 第36回全日本アラブ大賞典（大井競馬場・12月12日）優勝：オオヒエイ（騎手：高橋三郎）
- 第36回東京大賞典（大井競馬場・12月13日）優勝：ダイコウガルダン（騎手：早田秀治）

## 表彰

### JRA賞
- 年度代表馬・最優秀5歳以上牡馬 オグリキャップ
- 最優秀3歳牡馬 リンドシェーバー
- 最優秀3歳牝馬 ノーザンドライバー
- 最優秀4歳牡馬 アイネスフウジン
- 最優秀4歳牝馬 アグネスフローラ
- 最優秀5歳以上牝馬 パッシングショット
- 最優秀父内国産馬 ヤエノムテキ
- 最優秀スプリンター バンブーメモリー
- 最優秀ダートホース カリブソング
- 最優秀障害馬 ワカタイショウ
- 最優秀アラブ 該当馬なし

### NARグランプリ
- サラブレッド系年度代表馬 ダイコウガルダン
- アラブ系年度代表馬 フォーモサカウント
- ばんえい年度代表馬 タカラフジ

## リーディング

### リーディングジョッキー
- 最多勝利騎手・最多賞金獲得騎手 武豊
- 最高勝率騎手 岡部幸雄
- 最多勝利障害騎手 星野忍

### リーディングトレーナー
- 最多勝利調教師・優秀技術調教師 橋口弘次郎
- 最高勝率調教師 加藤修甫
- 最多賞金獲得調教師 奥平真治

### リーディングブリーダー
- 社台ファーム

### リーディングサイアー
- ノーザンテースト

### リーディングブルードメアサイアー
- ノーザンテースト

## 誕生

### 人物
- 1月6日 - 大柿一真騎手（兵庫）
- 1月9日 - 早田功駿騎手（大井）
- 1月16日 - 平野優騎手（JRA）
- 2月20日 - 須藤優（浦和）
- 2月26日
  - 伊藤工真騎手（JRA）
  - 大江原圭騎手（JRA）
- 3月1日 - 松山弘平騎手（JRA）
- 3月4日 - 仲野光馬騎手（船橋）
- 3月12日 - 小野寺祐太騎手（JRA）
- 6月2日 - 岡田晴樹騎手（兵庫）
- 7月12日 - 伊藤裕人騎手（川崎）
- 10月3日 - 丸山元気騎手（JRA）
- 10月26日 - 川島正太郎騎手（船橋）
- 12月16日 - 坂口智康騎手（JRA）
- 12月27日
  - 国分優作騎手（JRA）
  - 国分恭介騎手（JRA）

### 競走馬
この年に生まれた競走馬は1993年のクラシック世代となる。
- 1月23日 - ランド
- 2月13日 - ケイウーマン
- 2月24日 - エルウェーウィン
- 3月7日 - マイシンザン
- 3月8日 - ベガ
- 3月10日 - ビワハヤヒデ、ユキノビジン、ロイスアンドロイス
- 3月19日 - マーベラスクラウン、トーワウィナー
- 3月21日 - ウイニングチケット、ホワイトマズル
- 3月24日 - インターマイウェイ
- 3月26日 - ホクトベガ、アイリッシュダンス
- 3月28日 - イエローホーマー
- 3月31日 - ドージマムテキ
- 4月8日 - マイヨジョンヌ
- 4月11日 - ブリリアントベリー
- 4月12日 - ノースフライト
- 4月14日 - ハギノリアルキング、テンジンショウグン
- 4月15日 - サマニベッピン
- 4月16日 - スエヒロジョウオー
- 4月18日 - ワコーチカコ
- 4月21日 - シクレノンシェリフ
- 4月26日 - マックスジョリー、シルクムーンライト
- 4月27日 - ネーハイシーザー
- 4月28日 - ホッカイセレス
- 5月6日 - トーヨーリファール、ノーザンレインボー
- 5月8日 - スターバレリーナ
- 5月11日 - サクラチトセオー
- 5月12日 - スキーパラダイス
- 5月13日 - ダンツシアトル
- 5月15日 - アドマイヤボサツ
- 5月17日 - ステージチャンプ
- 5月18日 - コマンダーインチーフ
- 5月22日 - キャットクイル
- 6月10日 - ナリタタイシン

## 死去

### 人物
- 5月27日 - 山田康夫（NHKアナウンサー）

### 競走馬
- 1月16日 - ハワイ
- 3月28日 - シーエース
- 4月9日 - ヒカルタカイ
- 5月2日 - ゴールドシチー
- 5月5日 - ナオキ
- 9月3日 - ファピアーノ
- 10月14日 - ハワイアンイメージ
- 12月2日 - コントライト
- 月日不明 - アックアック